# Naglfar

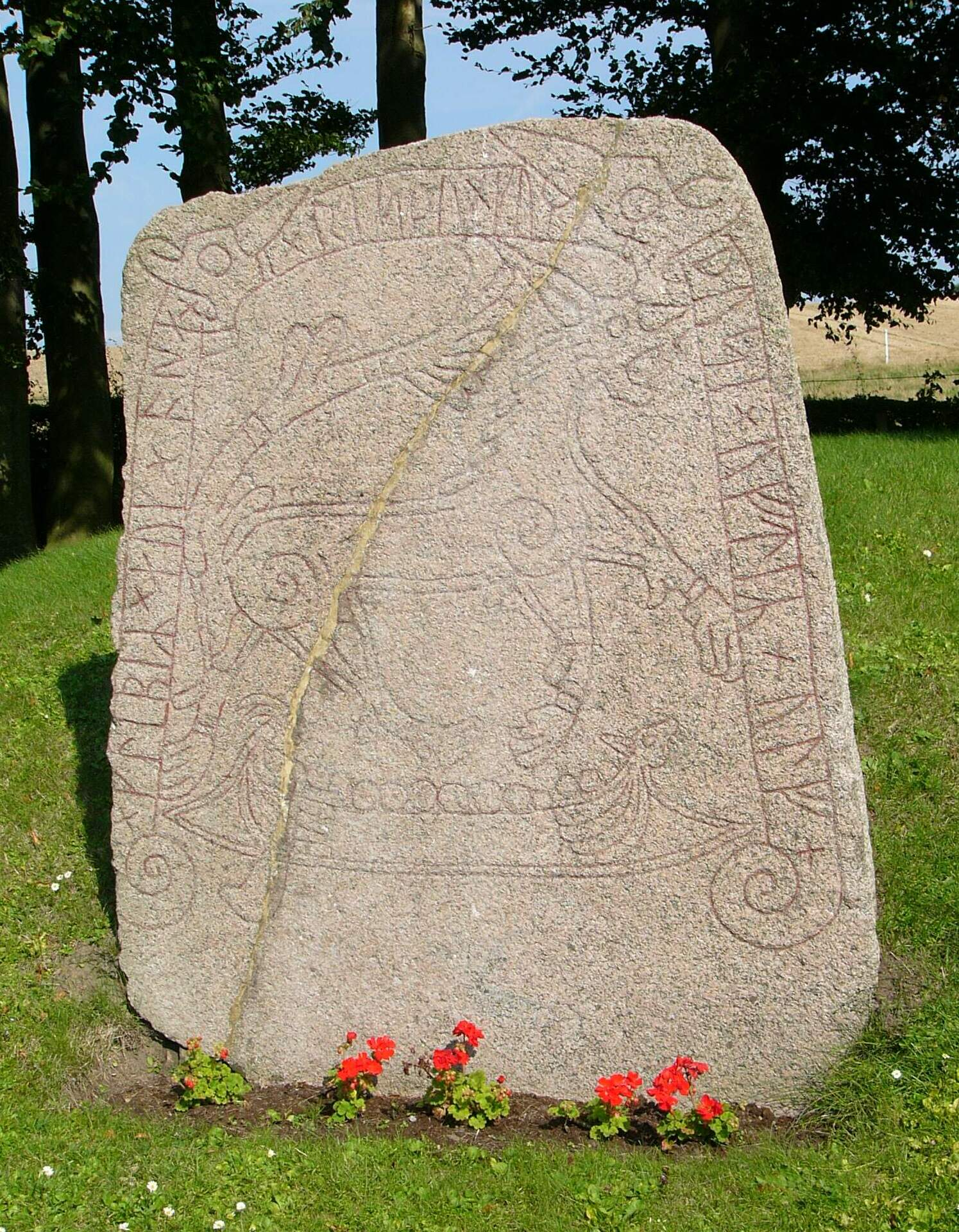
Piedra rúnica de Tullstorp en Scania, Suecia

En la mitología nórdica, Naglfar o Naglfari (nórdico antiguo "el que viaja con uñas") es un barco hecho enteramente de las uñas de los dedos de manos y pies de los muertos. Durante los eventos del Ragnarök, se predice que Naglfar navegará hacia Vígríðr, transportando hordas de monstruos que combatirán contra los dioses. Naglfar está mencionado en la Edda poética, compilada en el siglo XIII a partir de fuentes tradicionales anteriores, y en la Edda prosaica, también compuesta en el siglo XIII. El barco en sí ha sido relacionado por los estudiosos con un patrón más amplio de eliminación ritual de cabello y uñas entre los indoeuropeos, que se remonta a la costumbre protoindoeuropea, y puede estar representado en la Piedra de Tullstorp en Escania, Suecia.

## Etimología
La etimología de Naglfar ha sido objeto de debate entre los estudiosos. La explicación más conocida, proporcionada por Snorri Sturluson, sugiere que el barco está construido con las uñas de los muertos. Según esta visión, cada persona que muere con las uñas sin cortar contribuye material para el barco, una noción que refleja la importancia de la preparación corporal post mortem en la cultura nórdica.
La fuente de esta interpretación, sin embargo, permanece incierta. Algunos sugieren que Snorri pudo haberse inspirado en creencias populares extendidas que atribuían propiedades mágicas al cabello y las uñas humanas, las cuales fueron prohibidas por el Papa Zacarías en el año 743 y también se mencionan en antiguas leyes noruegas.También hay evidencia medieval de la creencia de que el Diablo podría hacer barcos con las uñas de los muertos para llevarse las almas en ellos. Por lo tanto, es posible que Snorri haya construido su interpretación del nombre Naglfar basándose en las leyendas cristianas contemporáneas sobre los barcos de uñas del Diablo.
Adolf Noreen, a finales del siglo XIX, propuso que "nár" no se refería a "uña" en su sentido habitual, sino que era una variante del antiguo nórdico "nár" (que significa "cadáver"), derivando del protoindoeuropeo *nok-w-i. Esta teoría sugiere que la visión de Naglfar como un barco hecho de uñas es el resultado de una etimología popular.
Sin embargo, esta interpretación ha sido criticada por su complejidad y rechazada por otros académicos como Sigmund Feist y Albert Morley Sturtevant, quienes prefieren la explicación más directa de Snorri. Sus argumentos han llevado a Bruce Lincoln (1977) a comentar que "no hay ninguna razón para sostener que nagl- no tenga su significado habitual de 'uña' y que Naglfar sea algo distinto al barco de uñas, tal como lo describe Snorri". Además, Lincoln sostiene que el barco forma parte de un patrón más amplio de disposición religiosa y sacrificio de cabello y uñas entre los indo-europeos.

Una suposición más plausible fue presentada por Åke Ohlmarks en 1948. Partió de que la palabra nórdica nagl no solo significa uña del dedo o del pie sino también clavija y clavo. La palabra naglfar podría entonces haber sido una metonimia para la mayor invención de Escandinavia en ese tiempo, el casco trincado:
Probablemente, la palabra designa solo el tipo de barco de la época de las migraciones, unido con clavos de metal, en contraste con los barcos más antiguos cuyos tablones estaban cosidos con tendones de animales. Precisamente 'los barcos de clavos' fueron los primeros en usarse como barcos funerarios en Vendel, Valsgärde, Myklebostad, etc...
Si el barco funerario de casco trincado fue el modelo para el Naglfar de la mitología, esto también podría explicar por qué el barco, según Snorri, pertenecía a Muspell – un nombre que Snorri usa como sinónimo de Muspelheim (el reino del fuego). La mayoría de las sepulturas de barcos eran cremaciones, donde los muertos eran quemados en sus barcos, y según Völuspá en su cap. 51, es la gente de Muspell (los cadáveres quemados) quienes viajan en Naglfar.
La idea de que naglfar fue una denominación para el barco con casco trincado ha sido más desarrollada y respaldada por el filólogo Hallvard Lie, y probablemente es la explicación que ha ganado mayor aceptación.

## Apariciones
Naglfar aparece tanto en la Edda poética como en la Edda prosaica. En la Edda poética, Naglfar solo se menciona en dos estrofas que se encuentran en el poema Völuspá. En el poema, un difunto völva predice que el barco llegará con las aguas crecientes, llevando a Hrym y Loki y con ellos una horda de otros:

| Edición de Guðni Jónsson Hrymr ekr austan, hefisk lind fyrir, snýsk Jörmungandr í jötunmóði; ormr knýr unnir, en ari hlakkar, slítr nái niðfölr, Naglfar losnar. Kjóll ferr austan, koma munu Múspells of lög lýðir, en Loki stýrir; fara fíflmegir með freka allir, þeim er bróðir Býleists í för. | Traducción de la Comunidad Odinista de España-Ásatrú: Hrym llega del este llevando su escudo, se encrespa Jörmungard con furor de troll, la sierpe azota el mar, el águila gañe, desgarra los muertos, se suelta Naglfar. Llega un barco del este, vendrán por el mar las huestes de Muspell, Loki es el piloto; llegan los trolls con el lobo, el hermano de Býleist marcha el primero. |  |

En la Edda prosaica, "Naglfar" es mencionada cuatro veces. El barco se menciona por primera vez en el capítulo 43 de Gylfaginning, donde la figura entronizada de Hár observa que, "mientras que Skíðblaðnir es la mejor nave (construida con la mejor habilidad), la nave más grande es Naglfari, que pertenece a Muspell".
En el capítulo 51, Hár predice los eventos del Ragnarök. En cuanto a Naglfar, Hár dice que después de que las estrellas desaparezcan del cielo, el paisaje se sacudirá tan severamente que las montañas se desmoronarán, los árboles se desarraigarán, y todas las ataduras se romperán, causando que el lobo Fenrir se libere. Después, la serpiente midgardiana Jörmungandr volará con furia y nadará hasta la orilla, haciendo que el océano indunde la tierra, provocando que "Naglfar" también se libere de sus amarras. Hár describe la composición de Naglfar como la de las uñas sin recortar de los muertos, y advierte sobre el hecho de enterrar a los muertos con las uñas sin recortar, afirmando que "el barco está hecho de las uñas de los muertos, y merece la pena tener cuidado de que nadie muera con las uñas sin recortar, ya que tal persona contribuye con mucho material al barco Naglfar, que los dioses y los hombres desean que tarde mucho en terminarse". Hár añade que el barco será capitaneado por el jötunn Hrym, y que Naglfar será conducido por las aguas crecientes de la inundación. Más adelante, Hár cita las estrofas de Völuspá que hacen referencia al barco.
Naglfar recibe una última mención en la Edda prosaica en Skáldskaparmál, donde se incluye entre una lista de barcos.

## Registro arqueológico
Si las imágenes de la Piedra Rúnica de Tullstorp han sido identificadas correctamente como una representación del Ragnarök, entonces Naglfar se muestra debajo del monstruoso lobo Fenrir. Se ha señalado que la imagen del barco tiene remate tanto a proa como a popa a diferencia de cualquier otro buque vikingo conocido, y por lo tanto es probable que sea una nave simbólica.

## Interpretaciones y teorías
En su estudio sobre el tratamiento del cabello y las uñas entre los indoeuropeos, Bruce Lincoln compara los comentarios de Snorri sobre la eliminación de las uñas con un texto de Avestan, donde Ahura Mazdā advierte que daevas y xrafstras brotarán del cabello y las uñas que yacen sin un entierro correcto, señalando sus similitudes conceptuales. Lincoln comenta que "la imagen específica de Naglfar, el 'barco de uñas', es indudablemente específica del mundo germánico, aunque data de una fecha antigua dentro de esa área. Pero la idea básica en la que se basa (que la eliminación inadecuada de pelo y uñas es un acto que amenaza el bienestar del cosmos) proviene del período indoeuropeo, como puede verse en las comparaciones con la mitología persa."

## Cultura popular
La nave aparece en el videojuego The Witcher 3: Wild Hunt y en su juego derivado Gwent como el vehículo que la malvada cacería salvaje usa para viajar entre los mundos.
La nave también aparece en el videojuego World of Warcraft en la expansión Legion. En el calabozo "Fauce de Almas", los jugadores deben completar la última mitad del calabozo en el Naglfar. 
En el videojuego Starcraft, Naglfar es el nombre de una de las 4 grandes naves coloniales que fue enviada desde la Tierra en el siglo XXIII, perdiéndose en el espacio hasta llegar al sector Koprulu y siendo el origen de los Terran, los humanos que pueblan el sector. 
En EVE Online, el Naglfar es un acorazado.
El tomo mágico del personaje Lyon en Fire Emblem: Las piedras sagradas se llama Naglfar.
Naglfar es el nombre de una banda sueca de black metal.
Naglfar también se menciona en El barco de los muertos, de Rick Riordan.
Uno de los superjefes de Final Fantasy XV recibe el nombre de Naglfar, siendo este un demonio de 4 patas resistente al daño físico, pero vulnerable al daño elemental.